# Гаутама Индрабхути
Индрабхути или Готама , также Гаутама Индрабхути или  Индрабхути Гаутама (VI век до н. э.) — один из первых учеников («ганадхаров») 24-го просветлённого мастера («тиртханкара»), считающего основателем джайнизма — Махавиры.
Всего было одиннадцать ганадхаров среди 14 000 аскетов, которые последовали за Махавирой. История сохранила имя свами Гаутамы Индрабхути, который был брахманом по происхождению; его два брата также стали учениками мастера: Агнибхути и Ваюбхути.
Свами Гаутама очень помог Махавире в материальной стороне повседневной жизни, а также в распространении его учения. Индрабхути достиг просветления через 12 лет после своего учителя. В период средневековья Гаутама стал почитаться за святого. Верующие в него видят в нём сходство с индуистским богом Ганешей; Гаутаме молятся, чтобы он принёс удачу. Традиционно к нему обращаются на джайнский Новый год, чтобы наступающий год прошёл хорошо. Благодаря Гаутаме и другим ганадхарам, Махавире удалось распространить джайнскую веру на индийском полуострове в бо́льшей степени, чем распространялся буддизм (учение их современника Будды Шакьямуни), — и это благодаря организаторским способностям ганадхаров.